# Paul Campbell

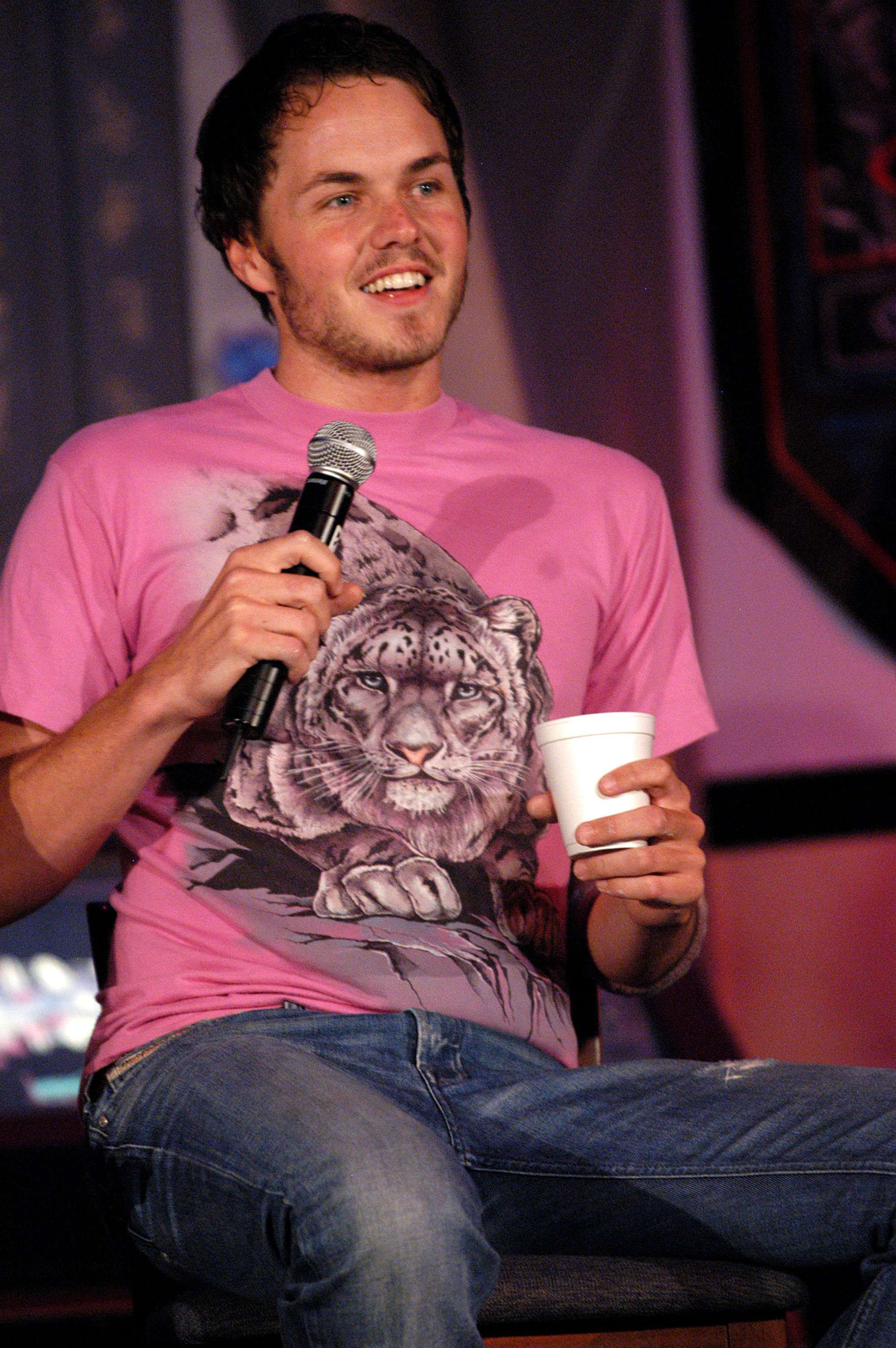
Paul Campbell

Paul Campbell (nascido em 22 de junho de 1979, em Vancouver) é um ator canadense. Um de seus papéis de maior destaque foi o de Billy Morgan na série A Nova Supermáquina, produzida pela NBC.

## vida e carreira
Paul cresceu em White Rock, British Columbia, e se formou no Semiahmoo Secondary em 1997.
De 2004 a 2006, ele interpretou Billy Keikeya no reinventado Battlestar Galactica.  O personagem de Campbell era assistente pessoal do Presidente Laura Roslin.
Campbell fez sua primeira incursão na comédia em 2005, estrelando o piloto de TV de Bill Lawrence, Nobody's Watching, pelo The WB.  O piloto não foi escolhido para a série, mas ganhou notoriedade depois quando foi postado no YouTube.  Ele estrelou o Bag Boy do National Lampoon com Dennis Farina em 2007.
Em 2008, Campbell apareceu na comédia romântica Play the Game ao lado de Andy Griffith, Doris Roberts, Liz Sheridan e Marla Sokoloff.  Campbell interpretou um jovem que ensina seu avô solitário e viúvo a voltar ao mundo do namoro após um hiato de 60 anos.
Também em 2008, Campbell, interpretando "Billy" pela segunda vez, co-estrelou a reinicialização de Knight Rider da NBC.
Em março de 2009, Campbell foi escalado para um piloto de comédia da ABC baseado na série britânica No Heroics, que gira em torno de quatro super-heróis da lista B.  Ele interpretou o líder do grupo, Pete, também conhecido como Chillout, um super-herói nascido no Canadá que pode congelar objetos pequenos.  O piloto não foi pego pela ABC.
Em 2010, Campbell estrelou a série de comédia Almost Heroes, ao lado do co-criador da série Ryan Belleville e dos atores Colin Mochrie, Lauren Ash e Athena Karkanis.  A série estreou no Showcase em junho de 2011, com o final da primeira temporada de oito episódios no ar em 21 de julho.
Campbell liderou o elenco da série de comédia da CTV Spun Out, ao lado de Dave Foley, Rebecca Dalton, Al Mukadam, Holly Deveaux, J.P. Manoux e Darcy Michael.

## Filmografia
| Ano       | Filme                      | Personagem                | Notas                         |
| --------- | -------------------------- | ------------------------- | ----------------------------- |
| 2002      | We'll Meet Again           | Bobby Burke               | Tele Filme                    |
| 2002      | The Dead Zone              | Chuck Chattsworth         | Guest role; 1 Episode         |
| 2003      | John Doe                   | Unshaven Teenager         | Guest role; 1 Episode         |
| 2003      | Black Sash                 | Grant                     | Guest role; 1 Episode         |
| 2003      | Peacemakers                | Tom                       | Guest role; 1 Episode         |
| 2003      | Andromeda                  | Lt. Bowlus                | Guest role; 2 Episodes        |
| 2003      | Battlestar Galactica       | Billy Keikeya             | Mini Series                   |
| 2004–2006 | Battlestar Galactica       | Billy Keikeya             | Supporting role; 25 Episódios |
| 2004      | The Perfect Score          | Guy in Truck (uncredited) | Filme                         |
| 2004      | Ill Fated                  | Jimmy                     | Filme                         |
| 2005      | The Long Weekend           | Roger                     | Filme                         |
| 2005      | Severed                    | Tyler                     | Filme                         |
| 2006      | Nobody's Watching          | Will                      | Tele filme                    |
| 2006      | Last Call with Carson Daly | Himself                   | Guest role; 1 Episódios       |
| 2007      | 88 Minutes                 | Albert Jackson            | Filme                         |
| 2007      | Bagboy                     | Phil Piedmonstein         | Filme                         |
| 2008–2009 | A Nova Super máquina       | Billy Morgan              | Main role; 18 Episódios       |
| 2009      | Play the Game              | David Mitchell            | Filme                         |
| 2009      | No Heroics                 | Pete                      | Tele Filme                    |
| 2010      | Bond of Silence            | Officer Haines            | Tele Filme                    |
| 2011      | Normal                     | Dr. Tatsciore             | Tele Filme                    |
| 2011      | Killer Mountain            | Tyler                     | Tele Filme                    |
| 2011      | The Big Year               | Tony                      | Filme                         |
| 2011      | Almost Heroes              | Terry                     | Main role; 8 Episódios        |
| 2012      | Supernatural               | Don Richardson            | Guest role; 1 Episódios       |
| 2013      | Emily Owens, M.D.          | Scott                     | Guest role; 2 Episódios       |
| 2013      | Window Wonderland          | Jake Dooley               | Tele Filme                    |
| 2014–2015 | Spun Out                   | Beckett Ryan              | Main role; 26 Episódios       |
| 2014      | Dirty Singles              | Jack                      | Filme                         |
| 2014      | Preggoland                 | Danny Makerman            | Filme                         |
| 2014      | Rusty Steel                | Mike                      | Vídeo                         |
| 2014      | Motive                     | Peter Ward                | Guest role; 1 Episódios       |
| 2015      | Surprised By Love          | Maxwell Gridley           | Tele Filme                    |
| 2015      | Surprised By Love          | Soundtrack – Performer    | Tele Filme                    |
| 2015      | Once Upon a Holiday        | Jack Langdon              | Tele Filme                    |
| 2017      | Sun, Sand & Romance        | Michael Shepard           | Tele Filme                    |
| 2017      | Sun, Sand & Romance        | Producer                  | Tele Filme                    |
| 2017      | Man Seeking Woman          | Guy at Head of Table      | Guest role; 1 Episódios       |
| 2018      | Take Two                   | Galen Eckhart             | Guest role; 1 Episódios       |
| 2018      | Home & Family              | Himself                   | Guest role; 1 Episódios       |
| 2018      | The Girl in the Bathtub    | Paul                      | Tele Filme                    |
| 2018      | A Godwink Christmas        | Gery Conover              | Tele Filme                    |
| 2019      | The Last Bridesmaid        | Kyle                      | Tele Filme                    |
| 2019      | Holiday Hearts             | Dr. Ben Tyler             | Tele Filme                    |